# Anisogomphus
Genre
Anisogomphus est un genre de libellules de la famille des Gomphidae (sous-ordre des Anisoptères).

## Liste d'espèces
Selon Catalogue of Life (24 avril 2020) :
- Anisogomphus anderi Lieftinck, 1948
- Anisogomphus bivittatus Selys, 1854
- Anisogomphus caudalis Fraser, 1926
- Anisogomphus chaoi Liu, 1991
- Anisogomphus flavifacies Klots, 1947
- Anisogomphus forresti (Morton, 1928)
- Anisogomphus fujianensis Zhou & Wu, 1992
- Anisogomphus jinggangshanus Liu, 1991
- Anisogomphus koxingai Chao, 1954
- Anisogomphus maacki (Selys, 1872)
- Anisogomphus nitidus Yang & Davies, 1993
- Anisogomphus occipitalis (Selys, 1854)
- Anisogomphus orites Laidlaw, 1922
- Anisogomphus pinratani Hämäläinen, 1991
- Anisogomphus resortus Yang & Davies, 1996
- Anisogomphus solitaris Lieftinck, 1971
- Anisogomphus vulvalis Yousuf & Yunes, 1977
- Anisogomphus wuzhishanus Chao, 1982
- Anisogomphus yunnanensis Zhou & Wu, 1992